# ザイオン国立公園

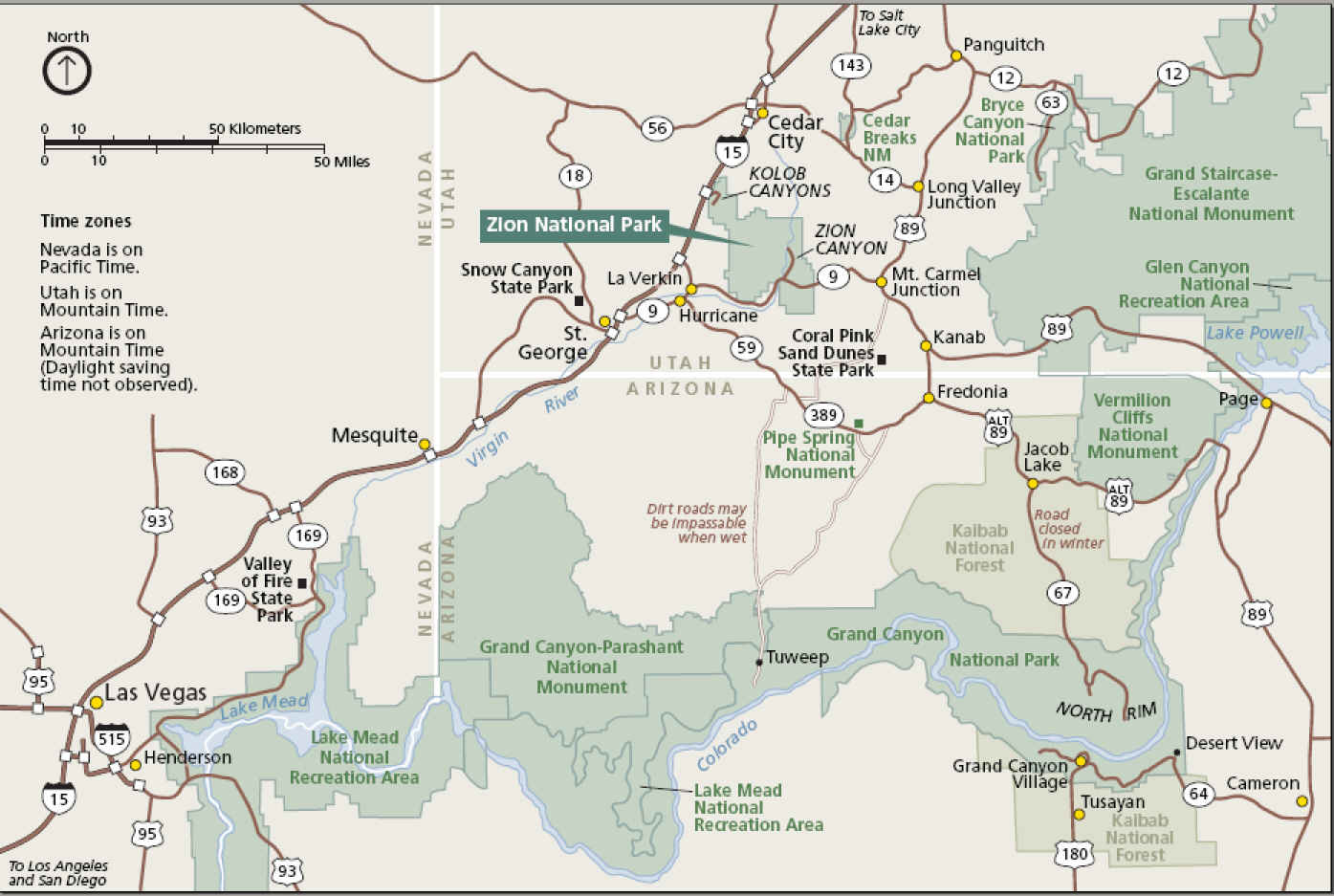
地図

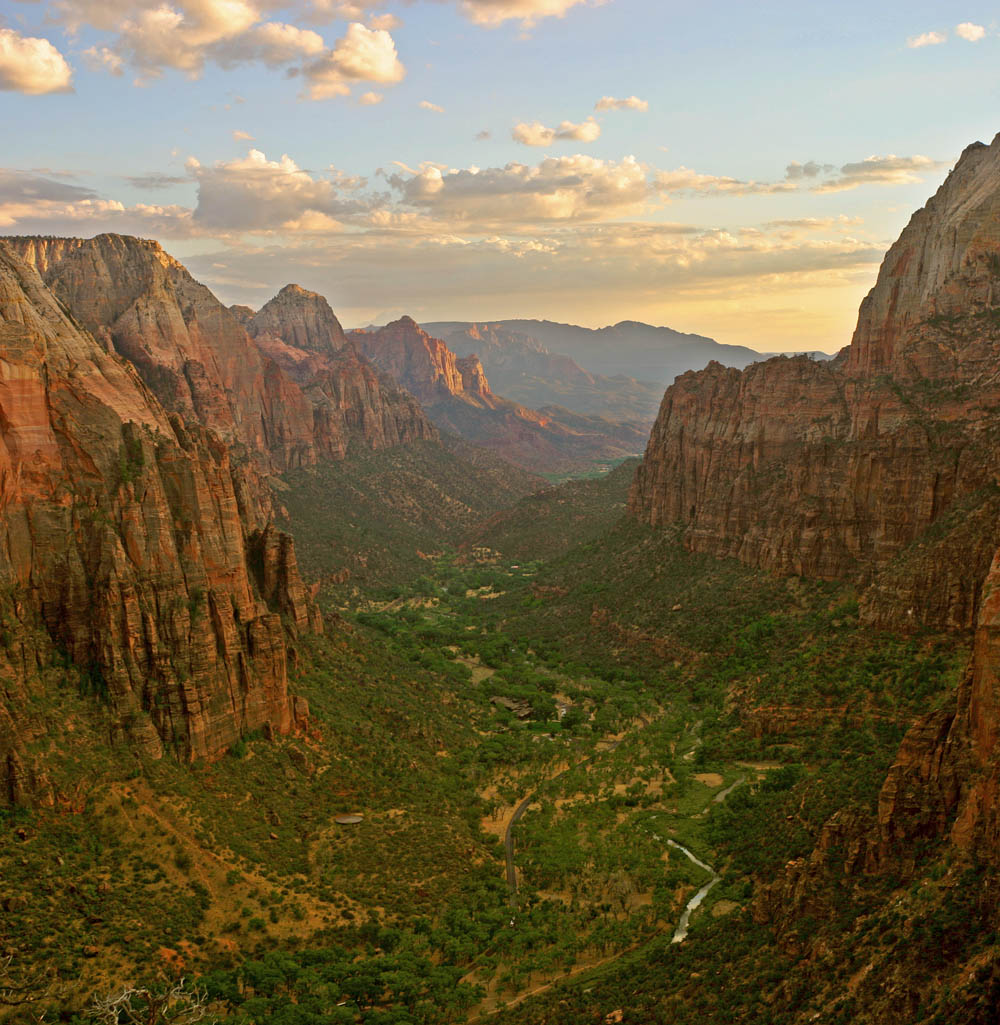
ザイオン渓谷

ザイオン国立公園（ザイオンこくりつこうえん、Zion National Park）は、アメリカ南西部にある国立公園である。
ユタ州に位置し、南はスプリングデール、東はマウント・カーメル・ジャンクションに接している。229平方マイル（593平方キロメートル）のこの公園の際立った特徴は、長さ15マイル（24km）、深さ0.5マイル（800m）のザイオン渓谷で、ノース・フォーク・ヴァージン川によって赤く日に焼けたナバホ・サンドストーン（砂岩）が侵食されたものである。
ザイオン渓谷までの道は6マイルであるが、ザイオン・ナロウズは、テンプル・オブ・シナワヴァの先に続いている。テンプル・オブ・シナワヴァは、ザイオン・ナロウズ・トレイルの出発点である東ザイオンに続く道の端にある。
ザイオン・キャニオン道路は4月前半から10月後半までの間シャトルバスでしか通行できないが、ザイオンの主要部、ザイオン・マウントカーメル・ハイウェイは1年中自家用車で通行可能である。
ザイオン・マウントカーメル・ハイウェイは南口から東口に延びている。公園東側の有名な目玉には、チェッカーボード・メサとイースト・テンプルがある。コロブ側には世界最長のアーチ、コロブ・アーチがある。
ザイオンとコロブ渓谷地域には、ほぼ中生代にあたる1億5000万年間の堆積を示す9つの地層が含まれる。その地域は、当時、暖かく浅い海、小川、池、湖、広大な砂漠、岸に近い乾燥した環境に覆われていたが、コロラド高原を生み出した隆起により1300万年前から10,000フィート（3000メートル）持ち上げられた。
人類がこの地域に住み始めたのは、約8000年前、アメリカ原住民族の少数の家族が最初である。半遊牧のバスケット作りのアナサジ族（西暦300年）はこれらの一族から分かれた。アナサジ族の定住が進むにつれ、ヴァージン・アナサジ文化（西暦500年）が発展した。別のグループ、パロワンのフレモント族もこの地域に住んでいた。両グループは1300年までになぜかはわからないが姿を消し、パルシッツ族などの南パイユート族の支族に取って代わられた。
渓谷は1858年にモルモン教徒によって発見され、1860年代初めにはモルモン教徒が定住した。1909年にムクンツィープ・ナショナル・モニュメントが渓谷を守るために建設された。1919年までに拡大されザイオン国立公園となった。（ザイオンは古代ヘブライ語で避難所又は聖域を意味する「シオン」の英語読みである。）コロブ地区は1937年に別のザイオン・ナショナル・モニュメントとされたが、1956年にザイオン国立公園に統合された。
コロラド高原、グレートベイスン、モハーヴェ砂漠が接する地域に位置するという、ユニークな地理的特徴とライフ・ゾーンの豊かさが並外れた動植物の多様性をもたらしている。
289種の鳥類、75種の哺乳類（19種のコウモリを含む）、32種の爬虫類、多種類の植物が公園の4つのライフ・ゾーン、すなわち
砂漠、水辺、ウッドランド(乾生疎開林)、針葉樹林(乾生常緑高木林)に生息している。
著名な大型動物は、再導入されたカリフォルニアコンドルとビッグホーンのほかに、ピューマ、ミュールジカ、イヌワシを含む。良く見られる植物にはハコヤナギ、サボテン、セイヨウネズ、マツ、トネリコバノカエデ、ヤマヨモギ、種々のヤナギがある。